# شهرستان شاولیای
شهرستان شاولیای (به لیتوانیایی: Šiaulių apskritis) یکی از شهرستان‌های کشور لیتوانی است.
این شهرستان ۳۰۱٬۶۸۶ نفر جمعیت، ۸٬۵۴۰ کیلومتر مربع مساحت و مرکز شهر شاولیای است.